# Ananda Devi
Ne doit pas être confondu avec Nanda Devi.
Ananda Devi (de son nom complet Ananda Devi Nirsimloo-Anenden), née le 23 mars 1957 à Trois Boutiques dans le district de Grand Port, est une femme de lettres mauricienne.

## Biographie
Elle naît en 1957 à Trois Boutiques sur l'ile Maurice,. Ses parents, mauriciens et propriétaires terriens, sont d'origine indienne. Elle est, de ce fait, familière de plusieurs langues (le français, le créole, l'anglais et le télougou). Dès son enfance, elle se passionne pour l'écriture en écrivant (poèmes, nouvelles, etc.).
À 15 ans, elle remporte un concours d'écriture organisé par l'ORTF et l'ACCT qui publie sa nouvelle intitulée La Cité Attlee.
Elle publie son premier recueil de nouvelles, intitulé Solstices, à 19 ans.
Elle obtient un doctorat d'anthropologie sociale à l'École des études orientales et africaines de l'université de Londres. Après ses études, elle revient à sa première passion, la littérature, et publie son premier roman dans une maison d'édition africaine. Puis elle publie ses romans chez différents éditeurs, notamment l'Harmattan, Gallimard et aujourd'hui Grasset.
À travers ses différents romans et nouvelles, elle offre aux lecteurs une vision de l'île Maurice aux antipodes de la vision officielle transmise aux touristes, mettant en exergue aussi les violences faites aux femmes. Ce sont des tableaux percutants de la guerre des sexes et des classes. Certains de ses ouvrages, notamment Les hommes qui me parlent et Deux malles et une marmite, sont également autobiographiques.
Elle est l'épouse du réalisateur mauricien Harrikrisna Anenden et vit à Ferney-Voltaire dans l'Ain.

## Prix et distinctions
- Prix des cinq continents de la francophonie, et prix RFO du livre en 2006, pour Ève de ses décombres[11]
- Prix Louis-Guilloux[12] en 2010
- Chevalière de l'ordre des Arts et des Lettres en janvier 2010[13]
- Prix Ouest-France / Étonnants Voyageurs en mai 2018[14],[15]
- Prix Femina des lycéens en 2021[16]
- Grand prix de l'héroïne Madame Figaro étranger en 2023[17]
- Prix de la langue française en 2023[18]
- Prix Neustadt en 2024[19]